# Gilching
Gilching là một đô thị tại huyện Starnberg, bang Bayern, Đức. Đô thị này tọa lạc 13 km về phía bắc của Starnberg, và 22 km về phía bắc của Munich (centre).

## Twin towns
- Cecina, Ý, since 1989

- Official homepage of Gilching Lưu trữ ngày 1 tháng 3 năm 2009 tại Wayback Machine